# Društvo slovenskih skladateljev
Društvo slovenskih skladateljev (kratica DSS) je stanovsko združenje slovenskih skladateljev in muzikologov ustanovljeno leta 1945.

## Predsedniki društva
- Karol Pahor
- Matija Bravničar
- Vilko Ukmar
- Danilo Švara
- Uroš Krek
- Dane Škerl (1972-76)
- Bojan Adamič
- Pavel Mihelčič
- Janez Gregorc (1992-98)
- Marko Mihevc (1998-2002)
- Jani Golob (2002-06)
- Tomaž Habe (2006-10)
- Nenad Firšt (2010-2022)
- Dušan Bavdek  (2022-)